# Kosuke Ota
Kosuke Ota (japonsko 太田 宏介), japonski nogometaš, * 23. julij 1987.
Za japonsko reprezentanco je odigral 7 uradnih tekem.